# چری آریزو ۵
چری آریزو ۵ (انگلیسی: Chery Arrizo 5) یک خودروی کامپکت سدان است که توسط چری تولید شده است. این خودرو برای اولین بار در نمایشگاه خودروی پکن سال ۲۰۱۴ معرفی شد. البته نسخه‌ای که در این نمایشگاه معرفی شد نسخه مفهومی این خودرو بود و مدل تولید انبوه در نمایشگاه گوانگژو ۲۰۱۵ معرفی شد. قیمت آن برای مدل معمولی از ۶۳٬۹۰۰ یوآن تا ۸۲٬۹۰۰ یوآن اعلام شده است.
این خودرو در ایران توسط شرکت مدیران خودرو از سال ۱۳۹۵ عرضه می‌شود.

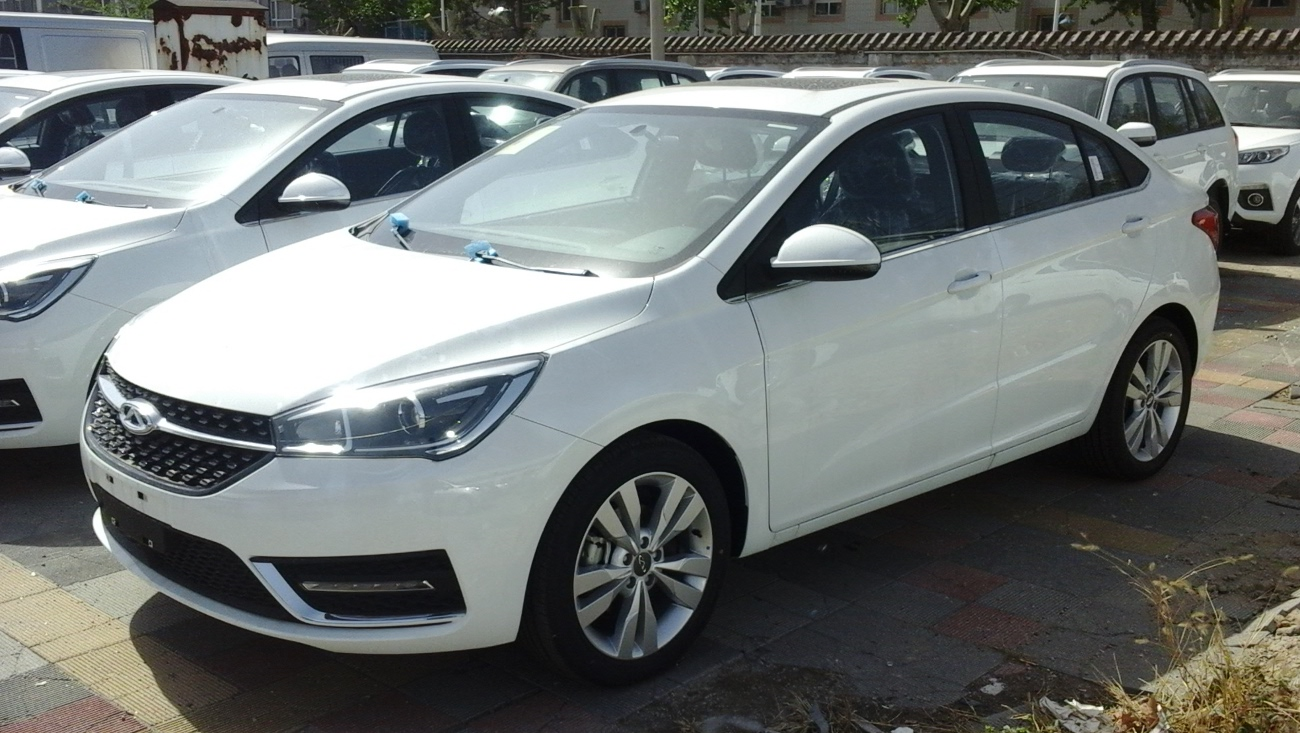
چری آریزو ۵، نمای جلو
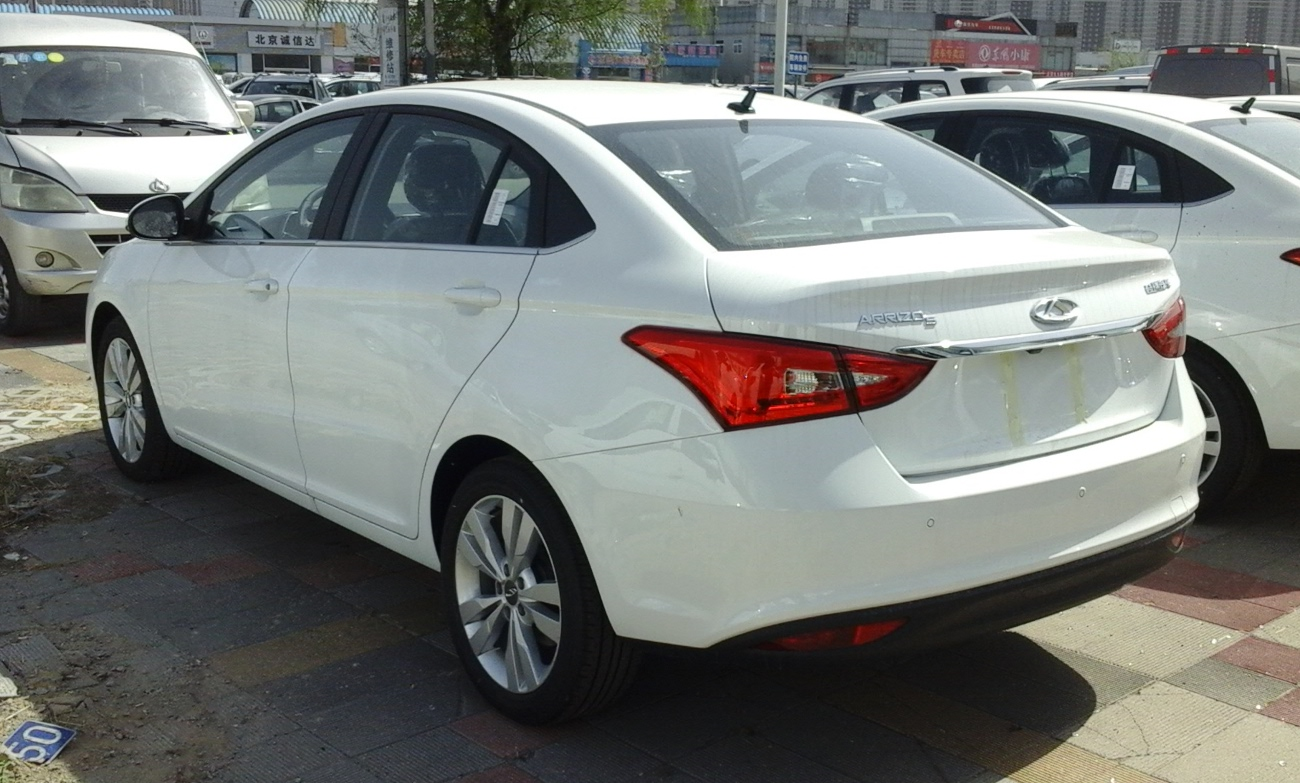
چری آریزو ۵، نمای عقب

## آریزو ۵ اسپرت
آریزو ۵ اسپرت نسخه ای از آریزو ۵ است که مجهز به موتور ۱٫۵ لیتری توربو شارژ با قدرت ۱۴۸ اسب بخار قدرت و ۲۲۰ نیوتن متر گشتاور است که یک گیربکس ۵ سرعته و یک کیت بدنه اسپرت که با مدل اصلی در بخشهای سپر عقب، دامنه‌های جانبی، آلیاژهای جدید آئودی، کالیبرهای ترمز و باله عقب و البته نمای داخلی است. قیمت این خودرو از ۷۶٬۹۰۰ یوآن تا ۹۷٬۹۰۰ یوآن می‌باشد. این خودرو در سال ۱۳۹۶ در ایران معرفی شد که دارای موتور توربو شارژ با شماره SQRE4T15B با قدرت ۱۴۷ اسب بخار و گشتاور ۲۲۰ نیوتون متر و زمان صفر تا صد ۹٫۵ ثانیه می‌باشد. در مدل اتوماتیک دارای گیربکس ۷ سرعته از نوع سی وی تی CVT است. از دیگر امکانات مدل توربوی این خودرو می‌توان به موارد زیر اشاره کرد:
1. سیستم کمکی ترمز EBA
2. سیستم ضد لغزش TCS
3. سیستم پایداری الکترونیکی ESP
4. سیستم کمک در سربالایی HHC
5. سیستم نمایش میزان فشار باد لاستیک‌هاTPMS
6. سیستم رانندگی اقتصادی ECO
7. غربیلک فرمان و صندلی‌ها با روکش چرمی
8. سیستم کمکی پارک
9. ۶ عدد کیسه هوا
10. رینگ ۱۷ اینچی اسپرت آلومینیومی
11. دارای استارت دکمه ای Key less Start

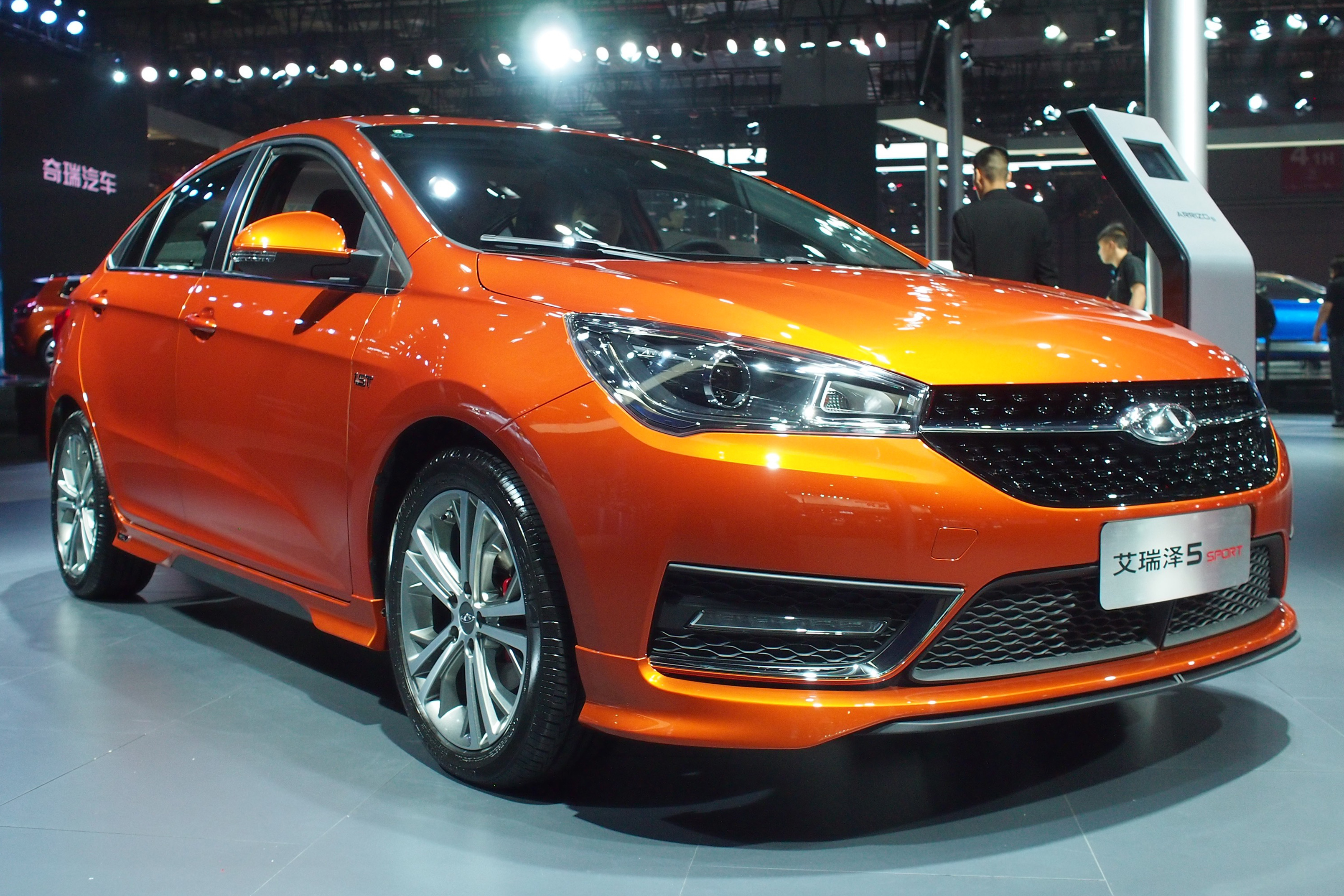
چری آریزو ۵ اسپرت، نمای جلو
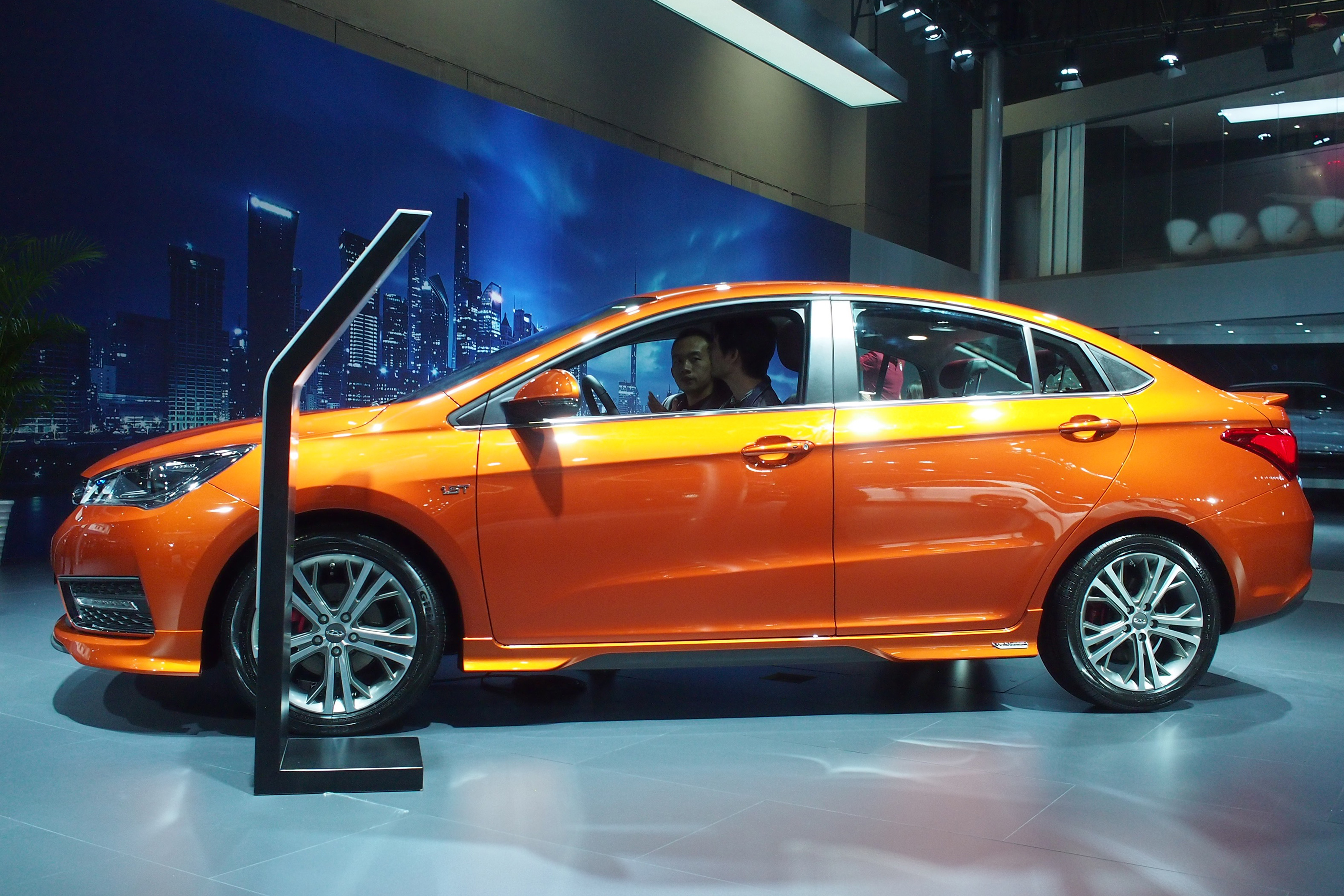
چری آریزو ۵ اسپرت، نمای بغل

## آریزو ئی‌ایکس
در سال ۲۰۱۹ فیس‌لیفتی از آریزو ۵ منتشر شد. در این فیس‌لیفت، ورودی هوای سپر جلوی این خودرو کاملاً تغییر یافته و شبیه تیگو ۸ شده‌اند. در نمای بغل، سایز رینگ‌ها بزرگتر شده است. و در عقب، یک روکش آلومینیومی در دور بخش مشکی رنگ کشیده شده است. اما در داخل خودرو، کابین به‌طور کلی تغییر یافته و بیشتر شبیه چری آریزو ۶ شده است. همچنین نام نسخهٔ فیس‌لیفت این خودرو در بازار چین به آریزو ئی‌ایکس تغییر یافته است. از لحاظ فنی، این خودرو هیچ تغییری نسبت به مدل قبل از فیس‌لیفت نداشته است. نام این خودرو در سال ۲۰۲۰ به همان نام سابق، چری آریزو ۵ بازگشت و آریزو ۶ نیز در سال ۲۰۲۱ به آریزو ۵ پلاس تغییر نام داد.
مدیران خودرو در سال ۱۳۹۹ این مدل را با تغییراتی با نام ام‌وی‌ام آریزو ۵ توربو IE عرضه کرد. طرح سپر جلو برخلاف مدل چینی در مدل ایرانی بدون تغییر بود، ولی جلوپنجره کهکشانی و داشبورد جدید آن مشابه مدل چینی بود.

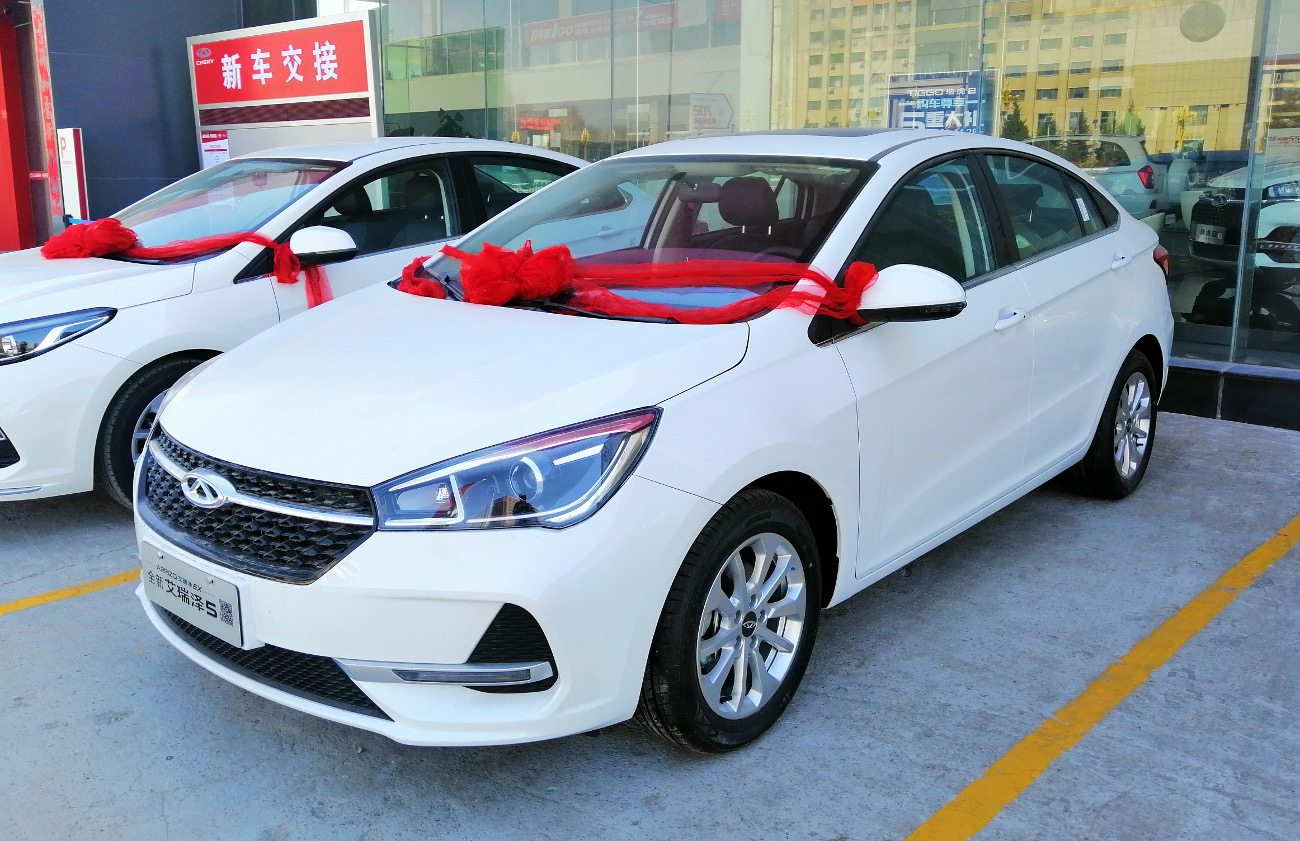
چری آریزو ئی‌ایکس، نمای جلو
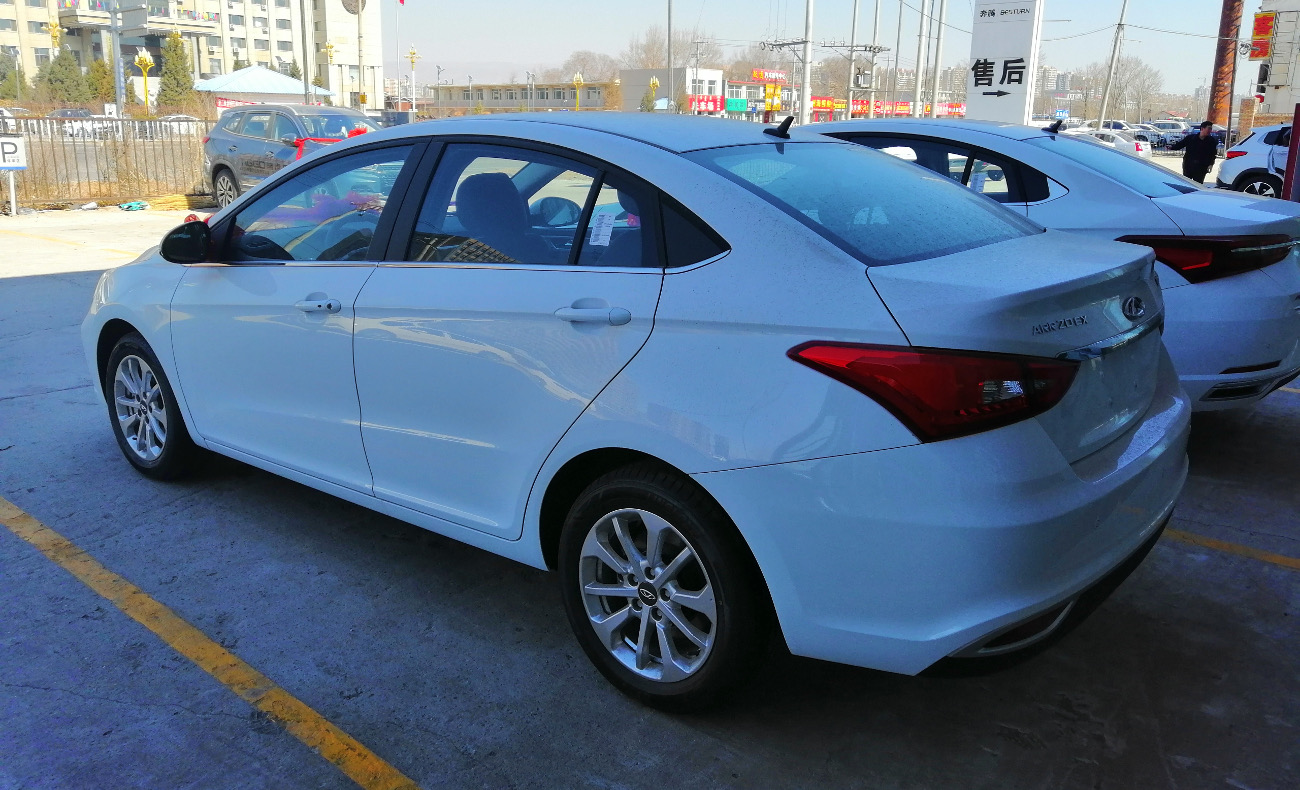
چری آریزو ئی‌ایکس، نمای عقب

## آریزو ۵ اف‌ال
حدود ۲ سال بعد از معرفی تیپ IE، تیپ دیگری از این خودرو در اوایل سال ۱۴۰۲ و با نام جدید آریزو۵ اسپرت معرفی شد. چری آریزو ۵ اسپرت، که البته با لوگوی MVM در کشورمان به تولید رسیده است، به لحاظ فنی، هیچگونه تغییر خاصی را تجربه نکرده است؛ بنابراین همان موتور ۱٫۵ لیتری توربوشارژ و همان گیربکس CVT سابق را در زیر کاپوتش می‌بینیم. در قسمت ظاهری نیز با تغییرات چشمگیری روبرو نیستیم؛ مهم‌ترین ویژگی ظاهری در آریزو ۵ اسپرت را باید جلوپنجره جدیدش بدانیم که برخلاف تیپ IE، دیگر از نوع کهکشانی نبوده و با خطوط کرومی عمودی، تزیین شده است. علاوه بر جلوپنجره، سپرهای جلو و عقب نیز تغییر کرده و ظاهر جوان‌پسندتری به این خودرو چینی بخشیده‌اند. اگر به درون کابین آریزو ۵ اسپرت برویم، با ۵ تغییر جدید مواجه می‌شویم که هرچند فضای کابین را متحول نکرده‌اند اما اتمسفر بهتری را برای راننده و سرنشینان فراهم آورده‌اند. این تغییرات، عبارتند از: ۱. فرمان جدید دی کات ۲. تغییر پنل سیستم تهویه با کنترل لمسی ۳. دوخت قرمز برای صندلی‌ها و رودری‌ها ۴. اضافه‌شدن تنظیم برقی برای صندلی راننده ۵. اضافه شدن گرمکن برای صندلی‌های جلو. از موارد جدید دیگر نیز می‌توان به «ریموت انجین» اشاره کرد که قابلیت خاموش و روشن ماشین را فراهم آورده است.

## آریزو ۵ئی
آریزو ۵ئی یک نسخهٔ برقی از آریزو ۵ است که در ماه ژوئن ۲۰۱۷ با پیمایش ۴۱۰ کیلومتر عرضه شد.

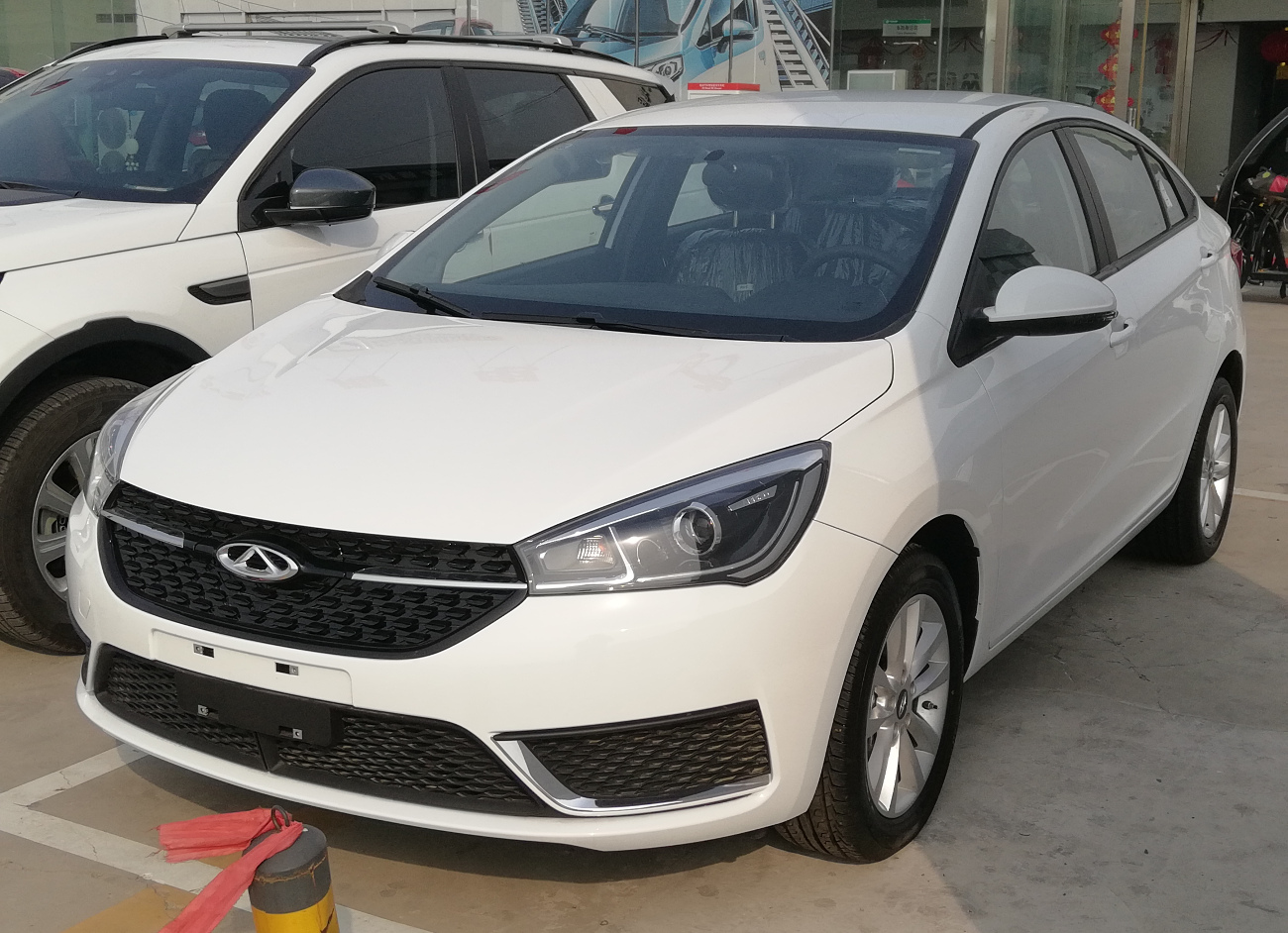
چری آریزو ۵ئی، نمای جلو
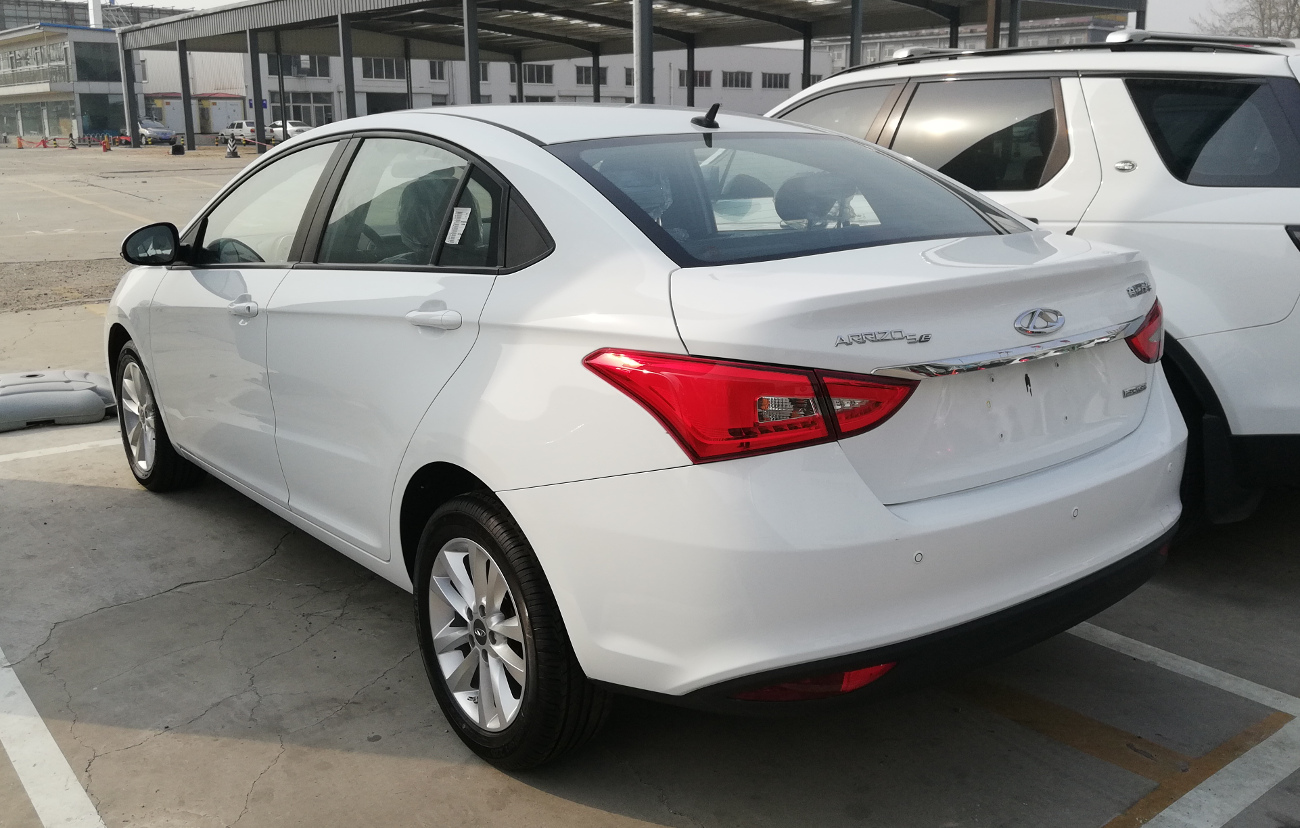
چری آریزو ۵ئی، نمای عقب

### سینوگلد جانشینگ (تانگو ۵)
پس از تصاحب برند سینوگلد توسط چری و با توجه به فروش کم و بدهی بالا، یک نوع تغییر نشان داده شده از آریزو ۵ به نام جانشینگ (骏行) تحت نام تجاری سینوگلد تولید شد. این مدل برای تولید در دسامبر ۲۰۲۱ با نام رمز SGA7000BEV3 برای نوع سینوگلد به ثبت رسید. گزارش شده است که از فوریه ۲۰۲۲، این خودرو با توان خروجی ۱۲۰ کیلووات تولید می‌شود.

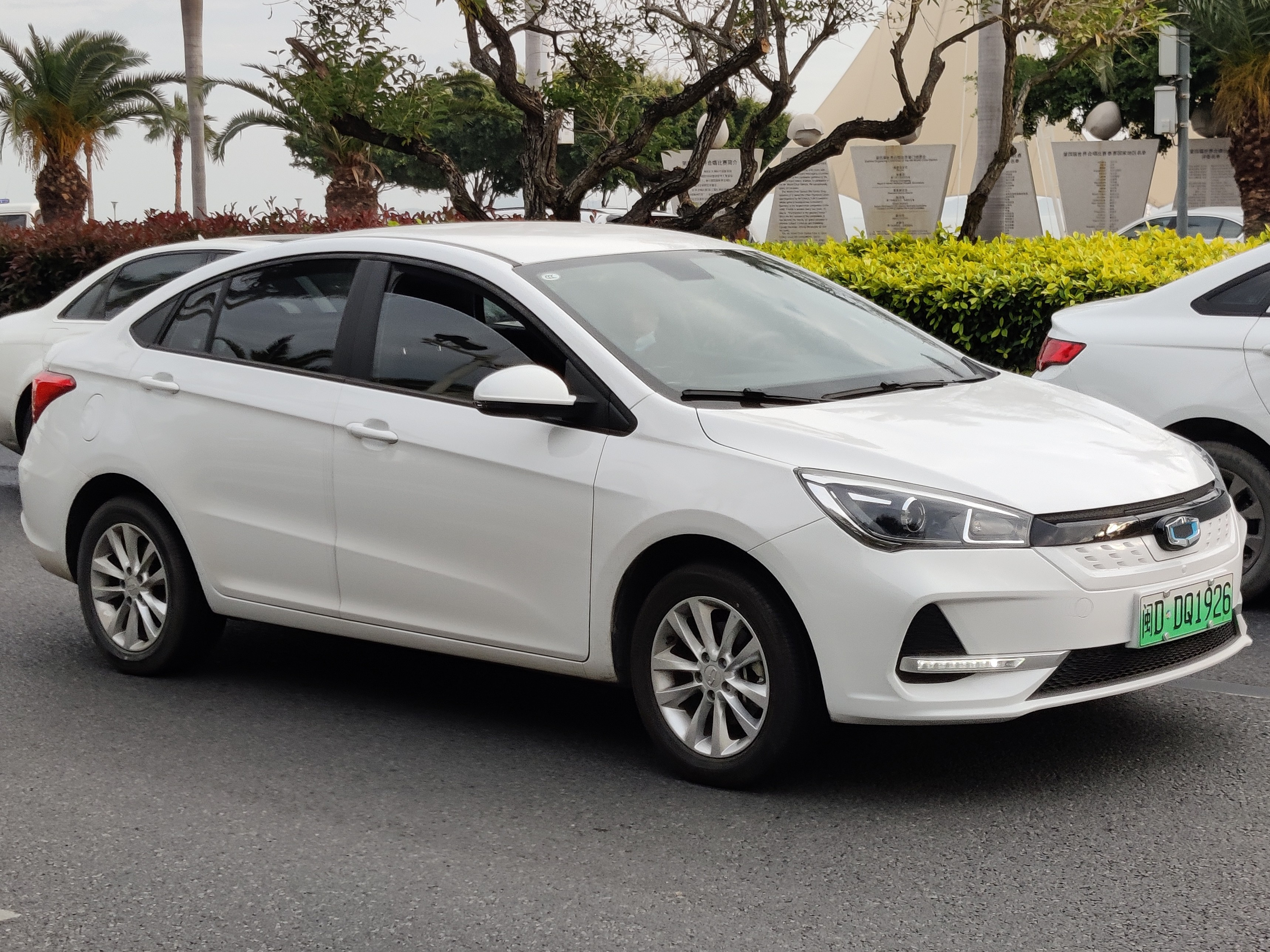
سینوگلد جانشینگ، نمای جلو
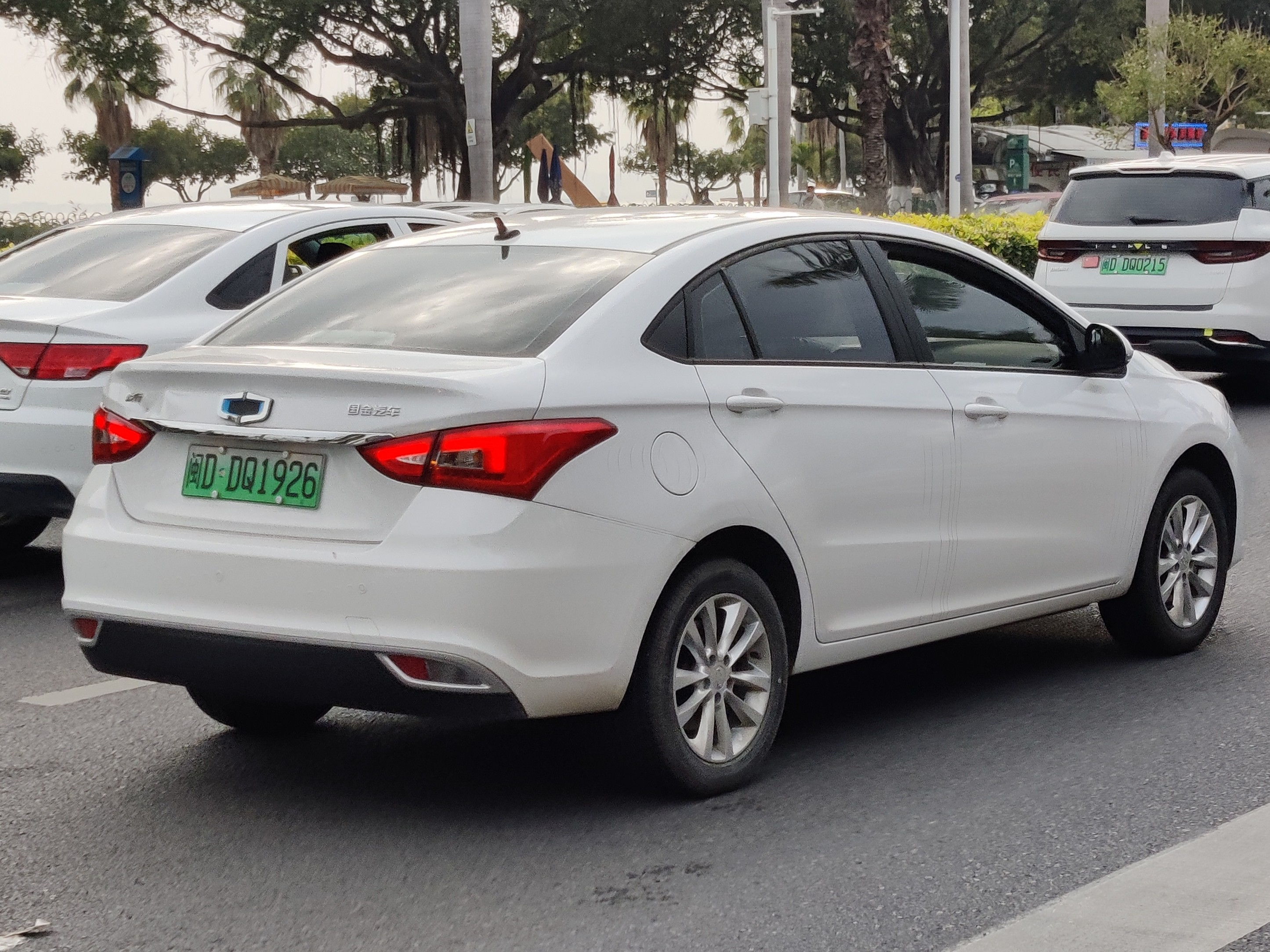
سینوگلد جانشینگ، نمای عقب